# Sint-Ermelindiskapel (Lovenjoel)

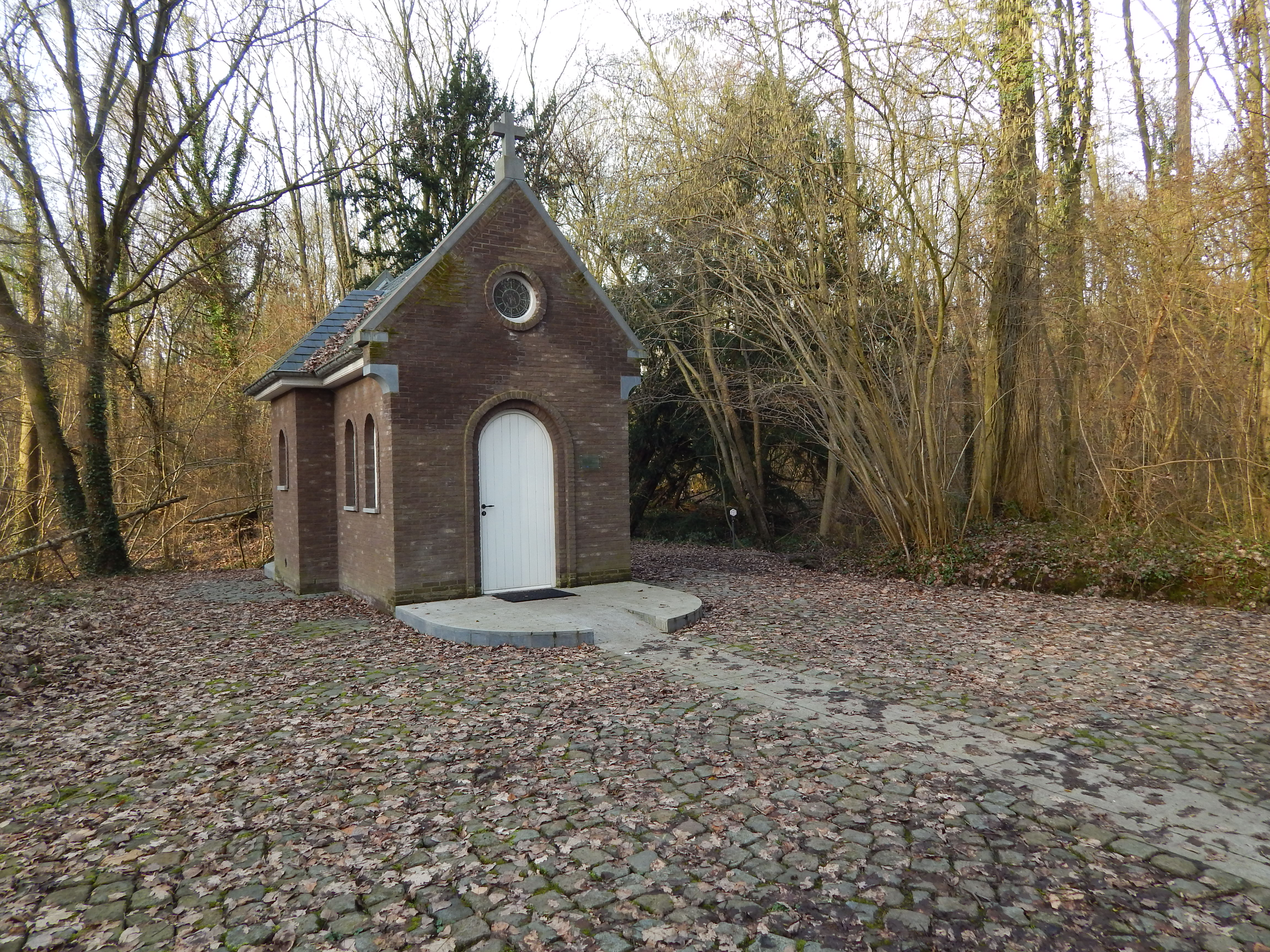
Sint-Ermelinduskapel

De Sint-Ermelindiskapel is een kapel in de tot de Vlaams-Brabantse gemeente Bierbeek behorende plaats Lovenjoel, gelegen aan de Sint-Ermelindisstraat.
De kapel ligt aan de rand van het Bruulbos.

## Geschiedenis
Vanouds bestond er in Lovenjoel een devotie tot de Heilige Ermelindis van Meldert, wier adellijke ouders hier een landgoed zouden hebben bezeten. Zij wordt aangeroepen tegen oogziekten, verlamming en koorts. Nabij de kapel ligt een bron die al in de 18e eeuw werd genoemd als zijnde geneeskrachtig tegen koorts. Deze bron werd vroeger elk jaar gezegend op 29 oktober. Tegenwoordig gebeurt dat op Tweede Pinksterdag.
De toenemende devotie leidde er toe dat in 1857 een kapel werd gebouwd op haar vermoedelijke geboorteplaats. In 1927 werd de kapel nog vergroot, mogelijk geheel herbouwd. Ook deze kapel raakte bouwvallig en in 2012 werd deze kapel afgebroken en herbouwd, zoveel mogelijk naar het uiterlijk van zijn voorganger.
Het is een betreedbare kapel met halfrond afgesloten koor. Er is een reeks reliëfs waarop het leven van Sint-Ermelindis wordt uitgebeeld.